# Joseph Ettor
Joseph James Ettor, detto Smiling Joe (Brooklyn, 6 ottobre 1885 – San Clemente, 19 febbraio 1948), è stato un sindacalista statunitense di origini italiane, fu uno dei principali propagandisti dell'IWW (Industrial Workers of the World), un sindacato rivoluzionario, fino a quando nel 1916 fu espulso per indisciplina dal General Executive Board del sindacato stesso.
Figura poliglotta, partecipò a tutti i grandi scioperi che l'IWW organizzò attraverso gli Stati Uniti.

## Lo sciopero del 1912

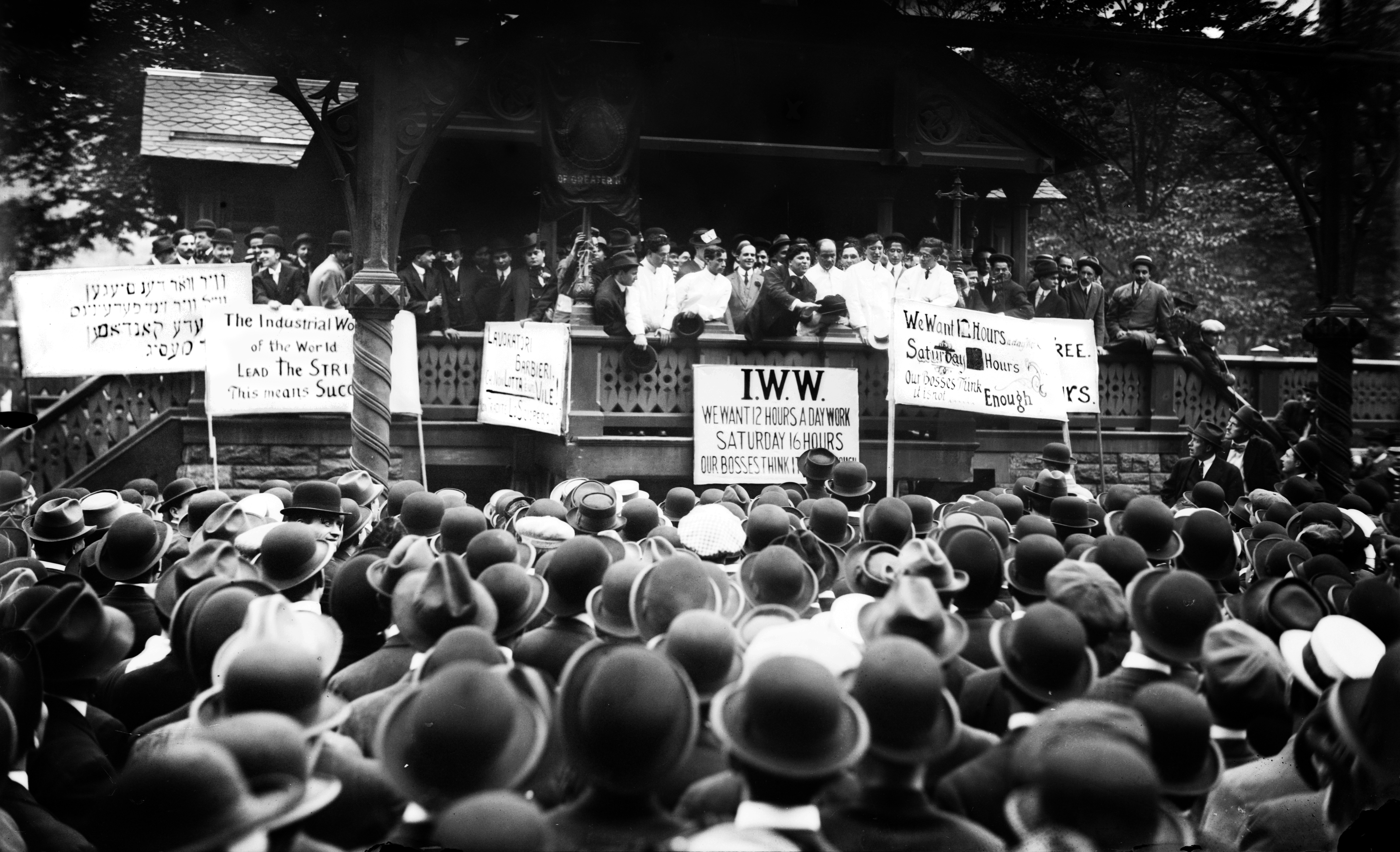
Ettor parla a Union Square durante lo sciopero dei barbieri di Brooklyn.

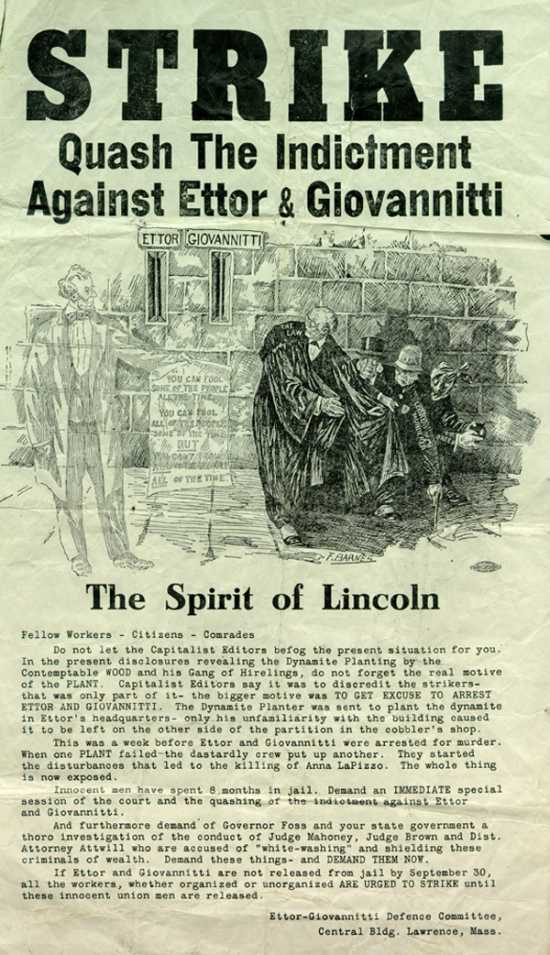
Volantino distribuito a Lawrence nel settembre 1912

Il 19 gennaio 1912, a Lawrence, centro tessile del Massachusetts, fu organizzato uno sciopero della classe operaia contro le multinazionali, che passò alla storia con il nome di "sciopero del pane e delle rose". Durante lo sciopero, in uno scontro con le forze dell'ordine, rimase uccisa una ragazza sedicenne, Anna LoPizzo, operaia tessile.
Joseph Caruso, scioperante non ancora aderente al sindacato, ed i due dirigenti wobblies Joseph Ettor e Arturo Giovannitti, vengono accusati dell'omicidio della ragazza (Joseph Caruso quale esecutore materiale del crimine), con un procedimento del tutto simile a quelli con i quali, pochi anni dopo, verranno eliminati il sindacalista e musicista di origine svedese Joe Hill (Joseph Hillstrom) ed i due anarchici di origine italiana Nicola Sacco e Bartolomeo Vanzetti.
Tutti e tre furono incarcerati ed il loro caso suscitò vaste reazioni nell'opinione pubblica americana, e non solo. Per affermare la loro innocenza, si mobilitarono comitati e associazioni in tutto il mondo, lanciandosi in una campagna di solidarietà internazionale, che nel settembre 1912 a Berna, in Svizzera, vide la partecipazione di operai italiani, alcuni dei quali vennero arrestati. L'IWW aprì una sottoscrizione per pagare le spese legali dei tre wobblies. I lavoratori tessili di Lawrence proclamarono uno sciopero generale di solidarietà per il loro rilascio.
Il processo si svolse a Salem, nel Massachusetts: dopo cinque mesi di carcerazione, gli imputati furono scagionati nel novembre del 1912.